# Hypericum ludlowii
Hypericum ludlowii är en johannesörtsväxtart som beskrevs av N. Robson. Hypericum ludlowii ingår i släktet johannesörter, och familjen johannesörtsväxter. Inga underarter finns listade i Catalogue of Life.